# Ruslán y Liudmila (ópera)
Ruslán y Liudmila (título original en ruso, Руслан и Людмила, Ruslán y Liudmila) es una ópera en cinco actos (ocho escenas) con música de Mijaíl Glinka y libreto en ruso 
de Valerián Shirkov, Néstor Kúkolnik y N. A. Markévich, entre otros, basado a su vez en el poema homónimo de Aleksandr Pushkin. Glinka la compuso entre 1837 y 1842. La muerte de Pushkin en el famoso duelo le impidió escribir el libreto él mismo, tal como estaba planeado. Fue estrenada el 9 de diciembre de 1842 en San Petersburgo.
Hoy, la música más conocida de la ópera es su obertura.

## Historia de las representaciones
Se estrenó en San Petersburgo el 27 de noviembre(Viejo estilo de fecha) 1842 en el Teatro Bolshói Kámenny. Cuatro años más tarde, la ópera se representó en el Teatro Bolshói de Moscú en 1846. 
La ópera se interpretó por vez primera el 4 de junio de 1931 en el Teatro Lyceum en Londres y en los Estados Unidos en una versión de concierto en Nueva York el 26 de diciembre de 1942. Tuvo su primera representación escénica en los Estados Unidos en la Compañía de ópera de Boston de Sarah Caldwell el 5 de marzo de 1977.
Esta ópera se representa poco; en las estadísticas de Operabase aparece la n.º 242 de las óperas representadas en 2005-2010, siendo la 21.ª en Rusia y la primera de Glinka, con 10 representaciones en el período.

## Personajes
| Personaje | Tesitura     | Estreno en San Petersburgo, 27 de noviembre(Viejo estilo) 1842 (Director: Albrecht) | Estreno de Moscú, 1846 (Director: Ivan Iogannis) |
| --- | ------------ | ----------------------------------------------------------------------------------- | ------------------------------------------------ |
| Svetozar, gran príncipe de Kiev | bajo         | Sergey Baykov                                                                       |                                                  |
| Lyudmila, su hija | soprano      | Mariya Stepanova                                                                    | Mariya Stepanova                                 |
| Ruslan, un caballero de Kiev, prometido de Liudmila | bajo         | Osip Petrov                                                                         | Semen Hulak-Artemovsky                           |
| Ratmir, un príncipe jázaro | contralto    | Anna Petrova-Vorobyeva                                                              | Anfisa Petrova                                   |
| Farlaf, un caballero varego | bajo         | Dominic Tozi                                                                        | Osip Petrov                                      |
| Gorislava, una cautiva de Ratmir | soprano      | Emiliya Lileyeva                                                                    | Emiliya Lileyeva                                 |
| Finn, un hechicero bueno | tenor        | Lev Leonov                                                                          | Lev Leonov                                       |
| Naina, una hechicera malvada | mezzosoprano | Yelizaveta Rïkalova (Marcel)                                                        |                                                  |
| Bayán, un bardo | tenor        | N. Likhansky                                                                        |                                                  |
| Coro, papeles mudos: Hijos de Svetozar, caballeros, boyardos y boyardas, doncellas y ayas, pages, guardaespaldas, coperos, stolniks, la fuerza armada del príncipe, pueblo, doncellas del castillo mágico, moros, enanos, esclavos de Chernomor, ninfas, dríades |              |                                                                                     |                                                  |

## Argumento

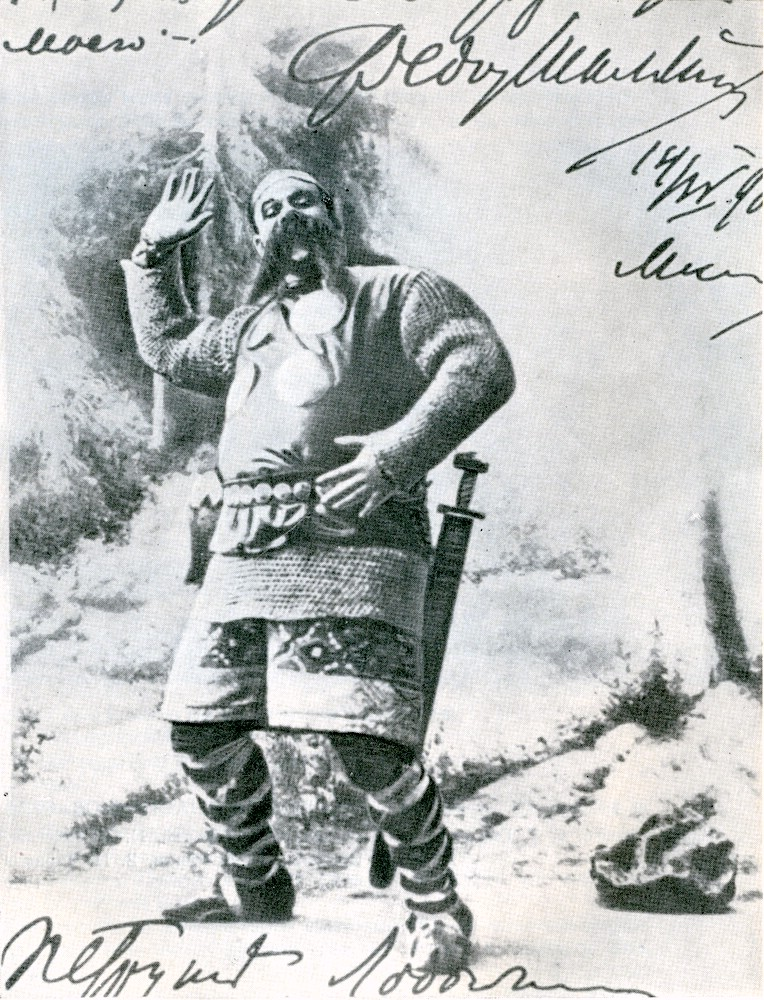
Fiódor Chaliapin como Farlaf (1901). Grabación de Chaliapin del rondó de Farlaf es una de las representaciones más asombrosas de aquella rareza; la patter song rusa.

Se desarrolla en la época de la Rus de Kiev (siglos IX a XIII); el lugar es Kiev y varias ubicaciones imaginarias y fantásticas.
El argumento es una adaptación de un cuento de hadas de Pushkin. La obertura es una pieza breve y llena de energía que se basa en tres temas: El de Ruslán, enérgico y guerrero; el de su amor por Ludmila, más tierno; y el del malvado enano Chernomor.

### Acto I
En el salón de Svetozar, se celebra el banquete de bodas para Ruslán y Liudmila. Los invitados escuchan a Bayán cantando una canción que anticipa los infortunios para la novia y el novio, seguidos de la felicidad del amor verdadero. Liudmila, entristecida ante la perspectiva de abandonar a su padre, reconforta a sus pretendientes desdeñados, Farlaf y Ratmir, y luego se compromete con Ruslán. Svetozar bendice a la pareja. De repente todo se oscurece y resuena un trueno. La gente se queda paralizada por un encantamiento mientras dos monstruos se llevan a Liudmila. Cuando regresa la luz y todo el mundo se recupera, sienten pánico ante la desaparición de Liudmila. Svetozar promete la mitad de su reino y la mano de Liudmila al hombre que se la devuelva. Los tres pretendientes se preparan para el viaje en busca de Liudmila.

### Acto II
Escena 1

Ruslán llega a la caverna del mago bueno Finn, quien le dice que el malvado hechicero Chernomor se ha llevado a Liudmila y que Ruslán será el hombre que lo destruirá. Finn le habla de una hermosa muchacha llamada Naina de la que se enamoró y lo rechazó. Pero luego se fue a estudiar magia y a través de los hechizos finalmente llegó ser una mujer vieja, Naina, ahora esta enloquecida de amor por él, quien se escapó y ha estado escondido de ella desde entonces. Por abandonarla, Naina es consumida por un odio vengativo, que lo mismo puede hacerlo recaer sobre Ruslán. 
Escena 2

En un lugar desértico, el cobarde Farlaf se pregunta si debería continuar buscando a Liudmila, cuando la decrépita Naina se le acerca. Ella promete conseguirle a Liudmila y enviar lejos a Ruslán. Ella desaparece, y Farlaf se regocija en su triunfo.
Escena 3

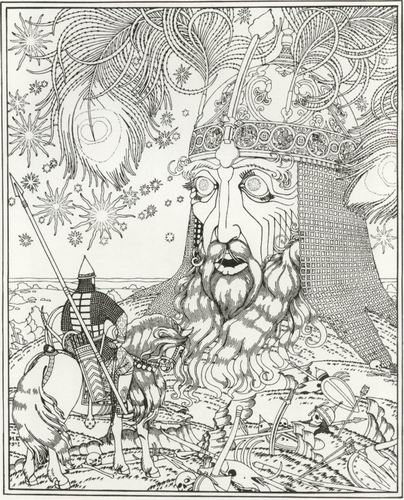
Ruslán se encuentra con la cabeza parlante, por Iván Bilibin.

Ruslán, ha llegado a un desierto plagado de armas y huesos de una batalla pasada, y se pregunta por la causa de esta escena y si él también acabará de la misma manera. Elige un nuevo escudo y lanza del terreno para reemplazar a sus armas rotas, pero no puede encontrar una espada suficientemente pesada para completar su nuevo armamento. Cuando se alza la niebla, una Cabeza gigante aparece y sopla para provocar una tormenta que aleje a Ruslán. Cuando Ruslán golpea la Cabeza con su lanza, la Cabeza cae hacia atrás y revela una espada debajo. La toma y pregunta a la Cabeza de dónde viene, mientras muere la Cabeza explica que en el pasado fue un gigante, y su hermano enano es el malvado mago Chernomor. La espada está destinada a matar a los dos; de manera que, para evitar el destino, Chernomor engañó al gigante y le cortó la cabeza, y luego la lanzó lejos a un desierto distante, para mantener la espada protegida debajo de ella. Con la espada ahora en las manos de Ruslán, la Cabeza clama venganza contra Chernomor.

### Acto III
Jóvenes doncellas atraen a los viajeros al interior del castillo mágico de Naina. Gorislava aparece, buscando a Ratmir, quien la cogió cautiva y luego la abandonó. Después de que ella se fue por un momento, el propio Ratmir entra en escena y cae bajo el embrujo de las doncellas, quienes lo seducen con su danza. El último invitado que se ve atraído al castillo es Ruslán, quien  empieza a olvidar a Liudmila al ver a Gorislava. De repente aparece Finn, quien después de todo prevé un destino feliz para Ratmir y Gorislava, al igual que para Ruslán y Liudmila. Acto seguido el castillo se vuelve un bosque, al tiempo que van al intento del rescate de Liudmila.

### Acto IV
Dentro de los jardines mágicos de Chernomor, Liudmila echa en falta a Ruslán y se resiste y rechaza  la influencia de los alrededores encantados. Chernomor llega con su cortejo acompanado de bailarines quienes representan una serie de danzas. Una llamada de trompeta es señal de que Ruslán ha llegado. Chernomor duerme a Liudmila con un encantamiento y se marcha a luchar contra Ruslán, con quien traba batalla. Luego Ruslán entra en escena triunfante, luciendo la barba de Chernomor alrededor de su yelmo. Aunque él está descorazonado ante la condición de Liudmila. Ruslán, junto con Ratmir y Gorislava, deciden volver a Kiev con Liudmila en busca de ayuda de los magos que se hallen allí.

### Acto V
Escena 1

En un valle a la luz de la luna, Ruslán, Ratmir y Gorislava, con Liudmila, han acampado a pasar la noche. Ratmir, que hace la guardia, se preocupa por Ruslán, y luego expresa su felicidad ante su reunión con Gorislava. De repente los esclavos dicen que han secuestrado otra vez a Liudmila y que Ruslán se ha ido a buscarla. Finn aparece y le entrega un anillo mágico a Ratmir, con el cual despertaran a Liudmila cuando ella regrese a Kiev.
Escena 2

Liudmila está dormida en la sala de Svetozar. Resulta que Farlaf con la ayuda de Naina, secuestró a Liudmila y la trajeron de vuelta a Kiev, de manera que parece haber sido su rescatador. Sin embargo, no pueden despertarla. Se acercan los caballos y llegan Ruslán, Ratmir y Gorislava. Ruslán lleva el anillo mágico a Liudmila, y ella se despierta. La escena se abre a una vista de Kiev, con el pueblo que se regocija en sus dioses, con la madre tierra y en su joven pareja.

## Arias y números principales
Obertura
Acto I
Aria: Cavatina "Estoy triste, querido padre!", Каватина «Грустно мне, родитель дорогой!» - Grustno mne, rodítel' dorogói (Liudmila)
Acto II
Aria: Balada (Finn)
Aria: Rondó "La hora de mi triunfo está cerca", Рондо «Близок уж час торжества моего» (Farlaf)
Aria: "Oh, campo, campo, quién te ha sembrado de huesos de hombres muertos", «О поле, поле, кто тебя усеял мертвыми костями» - O pole, pole (Ruslán)
Acto III
Aria: «И жар и зной сменила ночи тень» - I zhar, i znoi smenila nochi ten (Ratmir)
Danza: Danzas
Acto IV
Aria: Aria (Liudmila) - Ah ty dolya, dólyushka
Marcha: Marcha de Chernomor, «Марш Черномора» (Orquesta)
Danza: Danzas orientales, «Восточные танцы» (Orquesta)
1. Danza turca, «турецкий танец»
2. Danza árabe, «арабский танец»
3. Lezguinka, «лезгинка»

## Estructura
| Obertura Acto I N.º 1: Introducción N.º 2: Cavatina (Liudmila) N.º 3: Finale Acto II N.º 4: Entr'acte N.º 5: Balada (Finn) N.º 6: Duetino (Ruslán, Finn) N.º 7: Escena y rondó (Farlaf) N.º 8: Aria (Ruslán) N.º 9: Escena con la Cabeza N.º 10: Finale – Cuento de la Cabeza | Acto III N.º 11: Entr'acte N.º 12: Coro persa N.º 13: Cavatina (Gorislava) N.º 14: Aria (Ratmir) N.º 15: Danzas N.º 16: Finale Acto IV N.º 17: Entr'acte N.º 18: Escena y Aria (Liudmila) N.º 19: Marcha N.º 20: Danzas orientales N.º 21: Coro N.º 22: Finale | Acto V N.º 23: Entr'acte N.º 24: Romanza (Ratmir) N.º 25: Recitativo y Coro N.º 26: Dúo (Finn, Ratmir) N.º 27: Finale |

## Análisis
Como con la ópera Una vida por el zar, Ruslán y Liudmila emplea algunos aspectos de la música folclórica rusa; también destaca el imaginativo uso de la disonancia, cromatismo, escala de tonos completos y elementos orientales.
La jovial obertura es una de las piezas orquestales más conocidas en Occidente. Un rasgo orquestal del Acto I es el uso del piano y el arpa para sugerir el timbre de los gusli. La deuda de Glinka hacia los modelos operísticos occidentales aparece abundantemente en el rondó de Farlaf, una imitación rusa del "Largo al factotum" de Fígaro de la ópera de Gioachino Rossini El barbero de Sevilla.
Junto con su homóloga Una vida por el zar, esta segunda ópera de Glinka confirmó un fundamento operístico ruso que se construiría en la próxima generación de los compositores rusos. En particular, Ruslán sirvió como el modelo para los cuentos de hadas operísticos rusos, particularmente los de Nikolái Rimski-Kórsakov.

## Grabaciones
- 1938, Samuil Samosud (director), Orquesta y Coro del Teatro Bolshói, Maksim Mijáilov (Svetozar), Valeriya Bársova (Liudmila), Mark Reyzen (Ruslán), Yelizaveta Antónova (Ratmir), Vasiliy Lubenchov (Farlaf), Yelena Slivínskaya (Gorislava), Nikander Khanáyev (Finn), Lyudmila Stavróvskaya (Naina), Solomón Khrómchenko (Bayán).
- 1979 Yuri Simonov (director), Orquesta y Coro del Teatro Bolshói, Valery Yaroslavtsev (Svetozar), Bela Rudenko (Liudmila), Yevgeny Nesterenko (Ruslán), Tamara Sinyavskaya (Ratmir), Boris Morozov (Farlaf), Nina Fomina (Gorislava), Alexey Maslennikov (Finn), Galina Borisova (Naina), Alexander Arjipov (Bayán). (Melodiya. The Russian Label).
- 1995, Video DVD Valery Gergiev (director), Orquesta del Kírov, Coro de Ópera y Ballet, San Petersburgo, en asociación con la Ópera de San Francisco, Anna Netrebko (Liudmila), Vladímir Ognovenko (Ruslán), Larisa Diadkova (Ratmir), Gennady Bezzubenkov (Farlaf), Galina Gorchakova (Gorislava)